# ماري روجرز غريغوري
ماري روجرز غريغوري (بالإنجليزية: Mary Rogers Gregory)‏ هي رسامة وفنانة أمريكية، ولدت في 6 مايو 1846، وتوفيت في 1919.